# Cernavodă-Brücke

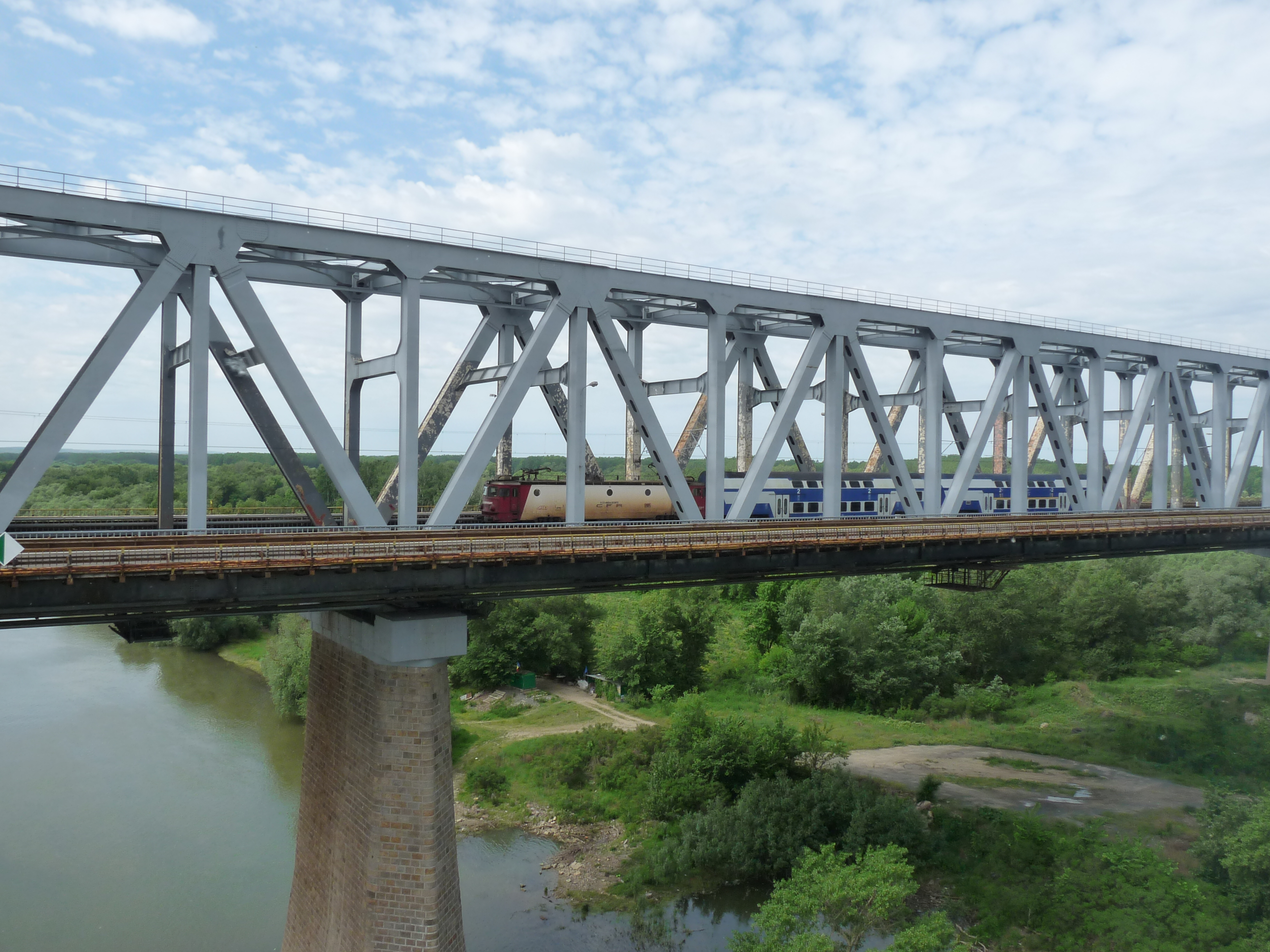
Ein Zug fährt über die Cernavodă-Brücke

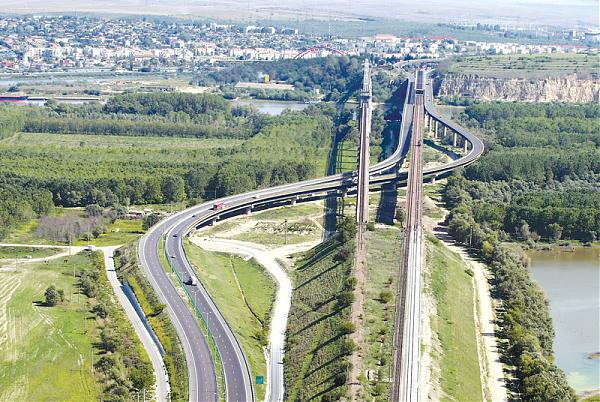
Anghel-Saligny-Brücke (links) und Cernavodă-Brücke (rechts)

Die Cernavodă-Brücke ist eine kombinierte Straßen- und Eisenbahnbrücke über die Donau bei Cernavodă in Rumänien. Sie löste bei ihrer Eröffnung 1987 die nur 50 Meter entfernte Anghel-Saligny-Brücke ab. Die Cernavodă-Brücke ist eine Fachwerkbrücke mit untenliegender Fahrbahn und hat eine Länge von 1640 Metern.

## Borcea-Brücke

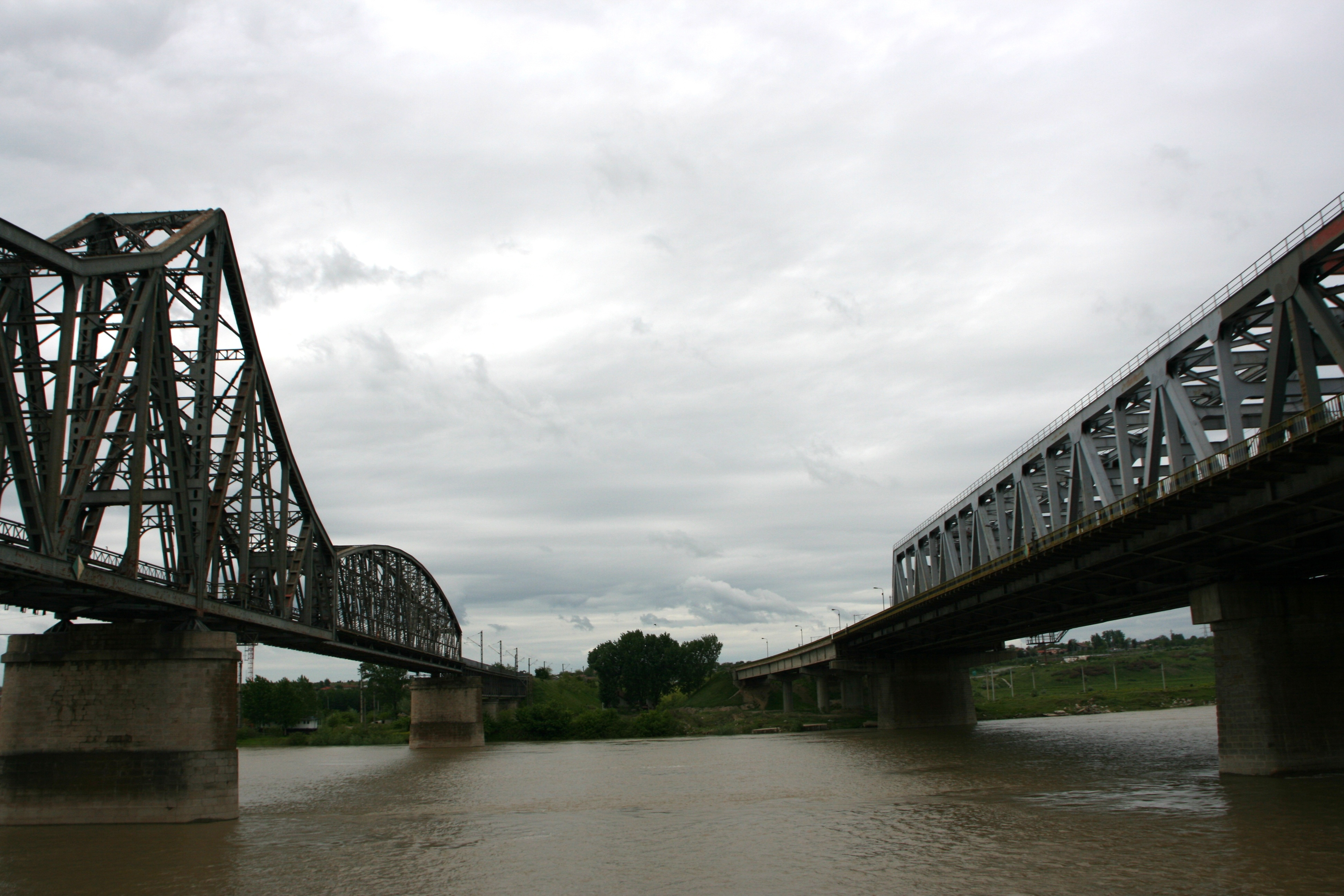
Alte (links) und neue Borcea-Brücke (rechts)

Etwa 13 km westlich der Cernavodă-Brücke befindet sich die 971 Meter lange Borcea-Brücke. Diese überquert den Borcea-Arm der Donau bei Fetești.

## Infrastruktur
Die Cernavodă-Brücke und die Borcea-Brücke sind nach der gleichen Bauart konstruiert. Zusammen überqueren sie die sumpfige Donauinsel Balta Ialomiței. Die Straßenverbindung ist Teil der Autostrada A2 sowie der Europastraße 81. Die Eisenbahnverbindung ist Teil der CFR-Hauptstrecke 800 zwischen Bukarest und Mangalia am Schwarzen Meer.